# Rhotana ramentosa
Rhotana ramentosa är en insektsart som beskrevs av William Lucas Distant 1907. Rhotana ramentosa ingår i släktet Rhotana och familjen Derbidae. Inga underarter finns listade i Catalogue of Life.